# Veikko Hakulinen
Veikko Johannes Hakulinen (Kurkiyoki, 4 de enero de 1925-Valkeakoski, 24 de octubre de 2003) fue un deportista finlandés que compitió en esquí de fondo y biatlón, tres veces campeón olímpico y seis veces campeón mundial en esquí de fondo.

## Trayectoria
Participó en cuatro Juegos Olímpicos de Invierno, entre los años 1952 y Innsbruck 1964, en las tres primeras ediciones en esquí de fondo y en la última en biatlón, obteniendo en total siete medallas en esquí de fondo: oro en Oslo 1952 (50 km), tres en Cortina d'Ampezzo 1956, oro en 30 km y plata en 50 km y en el relevo, y tres en Squaw Valley 1960, oro en el relevo, plata en 50 km y bronce en 15 km.
Ganó catorce medallas en el Campeonato Mundial de Esquí Nórdico entre los años 1952 y 1960. Además, consiguió una medalla de plata en el Campeonato Mundial de Biatlón de 1963, en la prueba por equipos.
Fue el abanderado de Finlandia en la ceremonia de apertura de los Juegos de Oslo 1952. En 1976 recibió la Cruz de Oro al Mérito por la Cultura Deportiva y el Deporte de Finlandia.
De profesión era sargento del Ejército finlandés y trabajó como técnico forestal. Falleció a los 78 años atropellado por un coche miestras corría por un bosque.

## Palmarés internacional
| Juegos Olímpicos   | Juegos Olímpicos              | Juegos Olímpicos  | Juegos Olímpicos |
| Año                | Lugar                         | Medalla           | Prueba           |
| ------------------ | ----------------------------- | ----------------- | ---------------- |
| 1952               | Oslo (Noruega)                | Medalla de oro    | 50 km            |
| 1956               | Cortina d'Ampezzo (Italia)    | Medalla de oro    | 30 km            |
| 1956               | Cortina d'Ampezzo (Italia)    | Medalla de plata  | 50 km            |
| 1956               | Cortina d'Ampezzo (Italia)    | Medalla de plata  | Relevo 4 × 10 km |
| 1960               | Squaw Valley (Estados Unidos) | Medalla de oro    | Relevo 4 × 10 km |
| 1960               | Squaw Valley (Estados Unidos) | Medalla de plata  | 50 km            |
| 1960               | Squaw Valley (Estados Unidos) | Medalla de bronce | 15 km            |
| Campeonato Mundial |                               |                   |                  |
| Año                | Lugar                         | Medalla           | Prueba           |
| 1952               | Oslo (Noruega)                | Medalla de oro    | 50 km            |
| 1954               | Falun (Suecia)                | Medalla de oro    | 15 km            |
| 1954               | Falun (Suecia)                | Medalla de oro    | Relevo           |
| 1954               | Falun (Suecia)                | Medalla de plata  | 30 km            |
| 1954               | Falun (Suecia)                | Medalla de plata  | 50 km            |
| 1956               | Cortina d'Ampezzo (Italia)    | Medalla de oro    | 30 km            |
| 1956               | Cortina d'Ampezzo (Italia)    | Medalla de plata  | 50 km            |
| 1956               | Cortina d'Ampezzo (Italia)    | Medalla de plata  | Relevo 4 × 10 km |
| 1958               | Lahti (Finlandia)             | Medalla de oro    | 15 km            |
| 1958               | Lahti (Finlandia)             | Medalla de plata  | 50 km            |
| 1958               | Lahti (Finlandia)             | Medalla de bronce | Relevo           |
| 1960               | Squaw Valley (Estados Unidos) | Medalla de oro    | Relevo 4 × 10 km |
| 1960               | Squaw Valley (Estados Unidos) | Medalla de plata  | 50 km            |
| 1960               | Squaw Valley (Estados Unidos) | Medalla de bronce | 15 km            |

| Campeonato Mundial | Campeonato Mundial | Campeonato Mundial | Campeonato Mundial |
| Año                | Lugar              | Medalla            | Prueba             |
| ------------------ | ------------------ | ------------------ | ------------------ |
| 1963               | Seefeld (Austria)  | Medalla de plata   | Equipo             |